# Caprorhinus pauliani
Caprorhinus pauliani är en insektsart som beskrevs av Wintrebert 1972. Caprorhinus pauliani ingår i släktet Caprorhinus och familjen Pyrgomorphidae. Inga underarter finns listade i Catalogue of Life.